# Tine Bryld Prisen
Tine Bryld-prisen er en pris, som gives til en person eller organisation der har ydet en indsats på socialområdet.
Prisen er opkaldt efter socialrådgiver og radiovært Tine Bryld, og blev første gang givet i 2013 til Flora Ghosh. 